# Balâtre

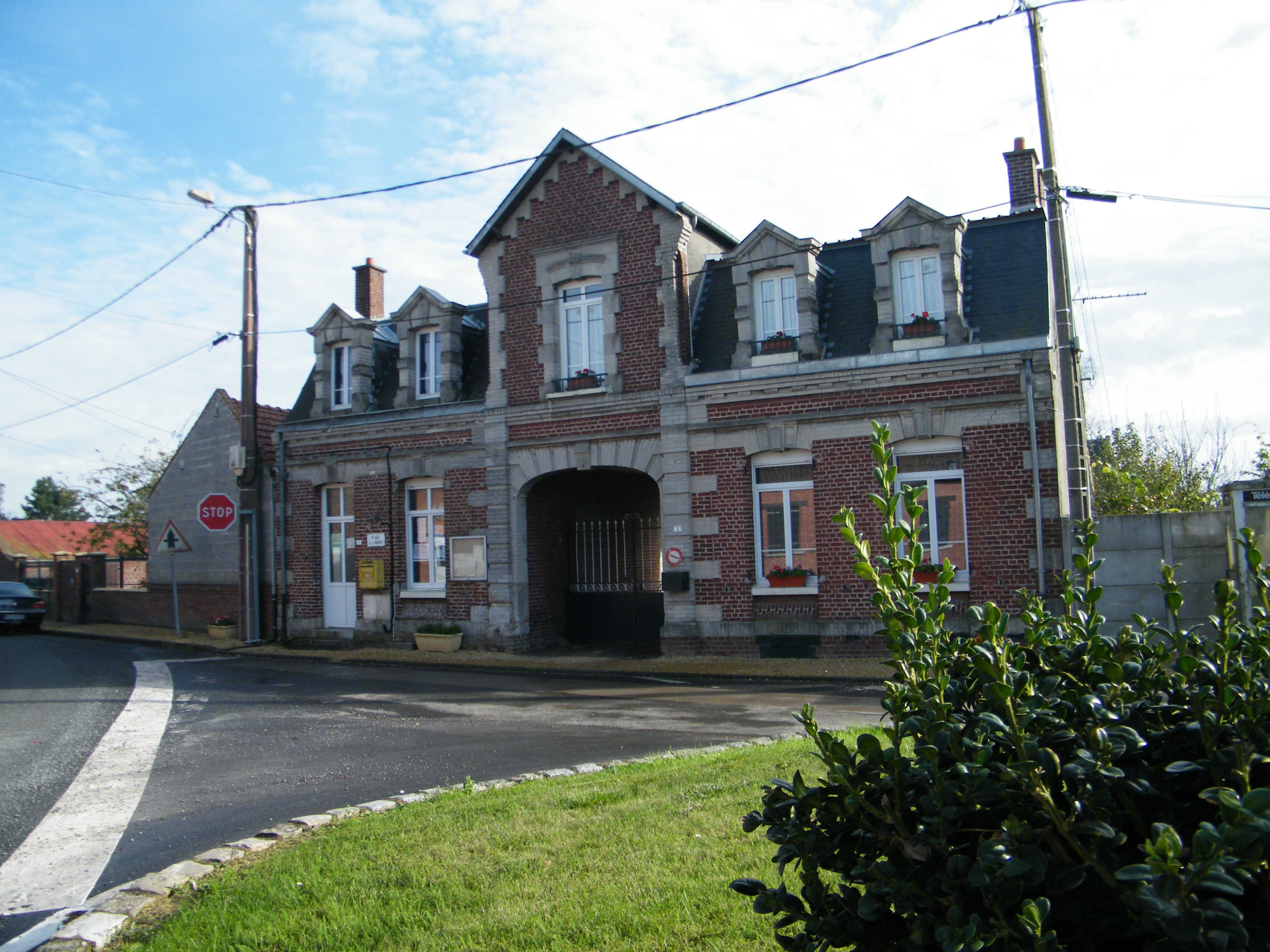
Eingang zu Gemeindeeigentum: Rathaus-Schule.

Balâtre (picardisch: Balate) ist eine nordfranzösische Gemeinde mit 75 Einwohnern (Stand 1. Januar 2022) im Département Somme in der Region Hauts-de-France. Die Gemeinde liegt im Arrondissement Montdidier, ist Teil der Communauté de communes du Grand Roye und gehört zum Kanton Roye.

## Geographie
Die Gemeinde liegt rund 6,5 km östlich von Roye an der Départementsstraße D248.

## Geschichte
Die Gemeinde erhielt als Auszeichnung das Croix de guerre 1914–1918.

## Einwohner
| 1962 | 1968 | 1975 | 1982 | 1990 | 1999 | 2006 | 2010 |
| ---- | ---- | ---- | ---- | ---- | ---- | ---- | ---- |
| 90   | 86   | 88   | 72   | 69   | 54   | 80   | 84   |

## Verwaltung
Bürgermeister (maire) ist seit 2001 Benoît Flipo.  